# X-Plane 11
X-Plane 11 — компьютерная игра в жанре авиасимулятор, разработанный и изданный Laminar Research для Mac OS, Windows и Linux.

## Краткое сведение
X-Plane 11 полностью переработан с интуитивно понятным пользовательским интерфейсом, который упрощает настройку и редактирование вашего рейса. Постоянно используемые 3-D кабины и модели экстерьера с потрясающе высоким разрешением для всех включенных самолетов. X-Plane 11 имеет новый движок эффектов для освещения, звуков и взрывов. Реалистичная авионика, все самолеты готовы к запуску прямо из ворот. Оживленные, "живые" аэропорты с буксирами и передвижными бензовозами, способные обслуживать как ваши самолеты, так и самолеты с искусственным интеллектом симулятора. Были добавлены новые здания и дороги, чтобы лучше имитировать европейские города.

## Аэропорты
По состоянию на 2021-10-30, X-Plane 11 включает 39 266 аэропортов в базовом симуляторе.Большинство крупных аэропортов в X-Plane 11 полностью смоделированы вручную в 3D, хотя ряд удаленных аэропортов все еще полагаются на оригинальные 2D-модели.Обновления аэропорта передаются сообществом через "X-Plane Scenery Gateway". Пользователи отправляют обновления аэропорта на проверку модератору, и они либо одобряются, либо отклоняются. Самые последние одобренные версии для аэропортов автоматически выбираются для включения в следующую версию выпуска. При желании пользователи могут вручную загружать более свежие обновления из шлюза. При желании сторонние аэропорты также можно вручную добавить в симулятор. Они доступны либо как платные (от ряда разработчиков и розничных продавцов), либо как бесплатные.

## Воздушные аппараты
Симулятор включает в себя 15 самолетов с собственными моделями для X-Plane 11 различных типов и размеров в базовой установке
- Beechcraft Baron
- Aero-Works Aerolite 103
- Beechcraft King Air C90B
- Boeing 737-800
- Boeing 747-400
- Cessna 172SP Skyhawk (steam gauges)
- Cessna 172SP Skyhawk (G1000)
- Cessna 172SP Skyhawk (amphibious)
- Cirrus Vision SF50
- Lockheed SR-71 Blackbird
- McDonnell Douglas F-4 Phantom II
- McDonnell Douglas MD-82
- Schleicher ASK 21
- Stinson L-5 Sentinel
- Sikorsky S-76C

Также включены еще 7 самолетов со старыми моделями X-Plane 10. Эти самолеты скрыты до тех пор, пока пользователь не установит флажок "Показать дополнительные самолеты из старых версий" в меню конфигурации полета.
- Boeing 747-100
- Boeing B-52G Stratofortress
- Columbia 400
- Lockheed C-130 Hercules
- McDonnell Douglas KC-10 Extender
- North American X-15
- Space Shuttle Endeavour

## Дополнения к игре
Местность / Карты
- North America Scenery
- Australia Scenery
- Europe Scenery

## Отзывы
Скотт Элисон II с сайта Saving Content дал игре максимальную оценку заявив "детали и масштабы, на которые пошли Laminar Research, поразительны".
Джулия Гарассино с сайта GameNerd оценила игру на 8,8/10 выделив хорошую картинку и удобство управления, но не оценив устаревшие звуки.

## Системные требования
|                         | Минимальные                                                          | Рекомендованные                          |
| ----------------------- | -------------------------------------------------------------------- | ---------------------------------------- |
| Операционная система    | Windows 7, 8.1, or 10, 64-bit                                        | Windows 7, 8.1, or 10, 64-bit            |
| Процессор               | Intel Core i3, i5, or i7 CPU with 2 or more cores, or AMD equivalent | Intel Core i5 6600K at 3.5 ghz or faster |
| Видеокарта              | NVIDIA or AMD w/ 512 MB VRAM                                         | NVIDIA or AMD w/ 4 GB VRAM               |
| Памяти на жёстком диске | 20 GB                                                                | 65 GB                                    |
| Оперативная память      | 8 GB RAM                                                             | 16 GB RAM                                |
| DirectX                 | Version 11                                                           | Version 12                               |

|                         | Минимальные                                                          | Рекомендованные                          |
| Операционная система    | OS X 10.10                                                           | OS X 10.10                               |
| Процессор               | Intel Core i3, i5, or i7 CPU with 2 or more cores, or AMD equivalent | Intel Core i5 6600K at 3.5 ghz or faster |
| Видеокарта              | NVIDIA or AMD w/ 512 MB VRAM                                         | NVIDIA or AMD w/ 4 GB VRAM               |
| ----------------------- | -------------------------------------------------------------------- | ---------------------------------------- |
| Памяти на жёстком диске | 20 GB                                                                | 65 GB                                    |
| Оперативная память      | 8 GB RAM                                                             | 16 GB RAM                                |

|                         | Минимальные                                                          | Рекомендованные                          |
| ----------------------- | -------------------------------------------------------------------- | ---------------------------------------- |
| Операционная система    | Varies, Ubuntu 16.04LTS tested                                       | Varies, Ubuntu 16.04LTS tested           |
| Процессор               | Intel Core i3, i5, or i7 CPU with 2 or more cores, or AMD equivalent | Intel Core i5 6600K at 3.5 ghz or faster |
| Видеокарта              | NVIDIA or AMD w/ 512 MB VRAM                                         | NVIDIA or AMD w/ 4 GB VRAM               |
| Памяти на жёстком диске | 20 GB                                                                | 65 GB                                    |
| Оперативная память      | 8 GB RAM                                                             | 16 GB RAM                                |